# Voormalig raadhuis (Zaandam)
De Burcht is de naam waaronder het voormalige raadhuis van Zaandam ook bekendstaat. Het werd in 1846-1848 gebouwd naar ontwerp van de stadsbouwmeester van Purmerend, Willem Anthony Scholten. Het gebouw is op 9 mei 1973 ingeschreven als rijksmonument.
Heden wordt het grootste deel gebruikt door een advocatenkantoor.Op de tweede verdiepingen bevinden zich appartementen

## Exterieur
In de voorgevel van het pand is een gevelsteen verwerkt met daarop het wapen van Zaandam. Boven op het dak is een koepeltorentje geplaatst.

### Carillon
Over het carillon dat zich in de Burcht bevindt is in 2013 ophef ontstaan. Het carillon bevat 40 nummers die in willekeurige volgorde afgespeeld worden. Een van de nummers is het Duitse volkslied, wat een aantal mensen tegen de borst stootte. Dit komt doordat tijdens de Tweede Wereldoorlog voor het stadhuis tien mannen zijn geëxecuteerd.